# Asky Airlines
Asky Airlines (Eigenschreibweise ASKY Airlines) ist eine togoische Fluggesellschaft mit Sitz in der Hauptstadt Lomé und Basis auf dem Flughafen Lomé. 

## Geschichte
Die Gesellschaft wurde 2007 mit Hilfe der Westafrikanischen Wirtschaftsgemeinschaft gegründet. Der Flugbetrieb begann am 15. Januar 2010. Im Jahr 2015 erwirtschaftete die Gesellschaft zum ersten Mal einen Gewinn mit rund 515.000 transportierten Passagieren. Ethiopian Airlines besitzt gut ein Viertel der Asky und ist technischer sowie strategischer Partner.

## Flugziele
Asky Airlines bedient von Lomé aus insgesamt 19 Ziele in West- und Zentralafrika.

## Flotte

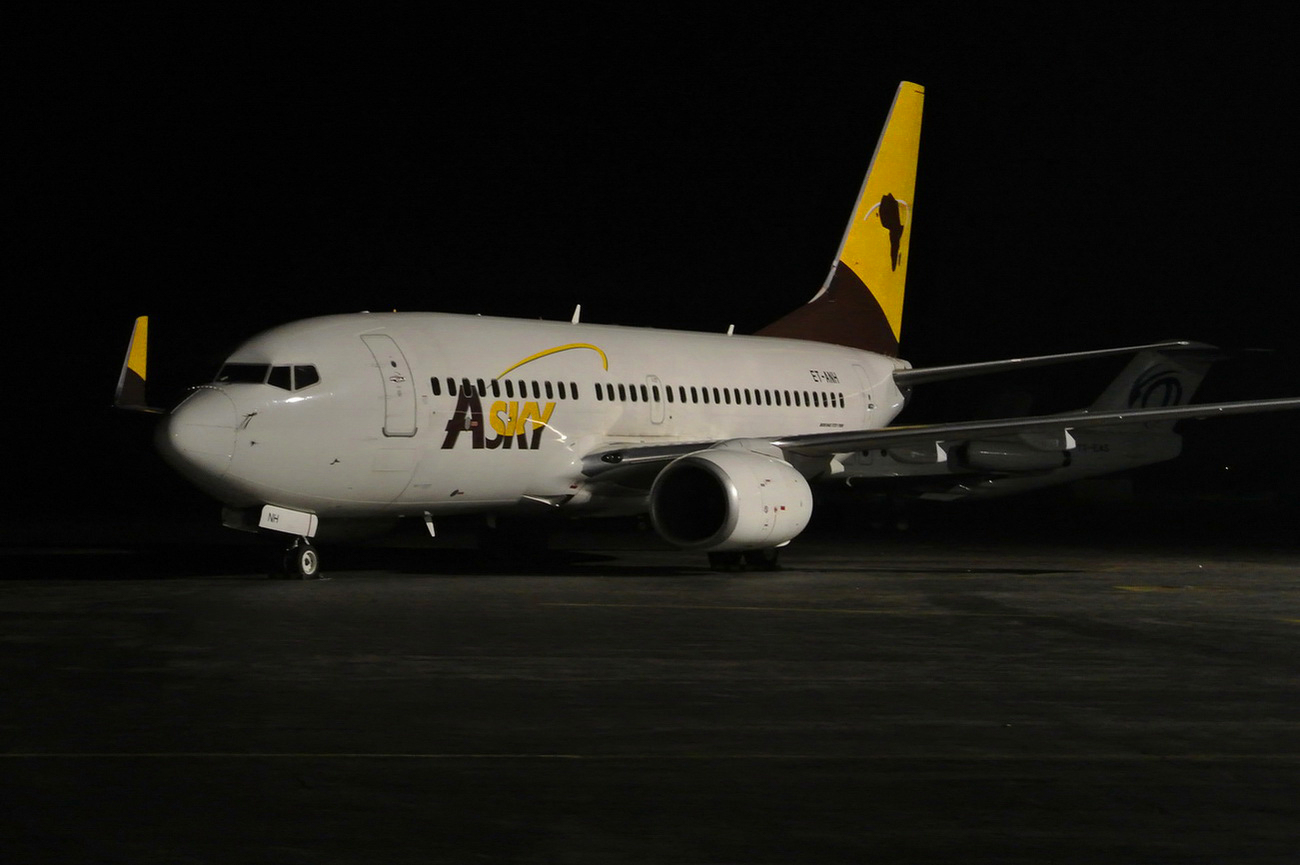
Boeing 737-700 der Asky Airlines (Kennzeichen UR-SDV) am Flughafen N’Djamena

Mit Stand Januar 2024 besteht die Flotte der Asky Airlines aus 16 Flugzeugen mit einem Durchschnittsalter von 11,8 Jahren:
| Flugzeugtyp            | aktiv | bestellt | Anmerkungen               | Sitzplätze (Business/Economy) | Durchschnittsalter |
| ---------------------- | ----- | -------- | ------------------------- | ----------------------------- | ------------------ |
| Boeing 737-700         | 02    |          | mit Winglets ausgestattet | 115 (16/99)                   | 16,8 Jahre         |
| Boeing 737-800         | 11    |          | mit Winglets ausgestattet | 154 (16/138) 168 (12/156)     | 12,1 Jahre         |
| Boeing 737 MAX 8       | 02    |          |                           | 160 (16/144)                  | 5,4 Jahre          |
| De Havilland DHC-8-400 | 01    |          |                           | 71 (7/64)                     | 11,3 Jahre         |
| Gesamt                 | 16    |          |                           |                               | 11,8 Jahre         |